# عبد الواحد محمد فارع
عبد الواحد محمد فارع (بالإنجليزية: Abdulwahed Mohamed Fara) هو دبلوماسي يمني. شغل منصب سفير اليمن لدى إندونيسيا منذ عام 1995 حتى استقالته خلال الثورة اليمنية عام 2011.
في عام 1983، تم تعيينه سفيراً لدى الكويت، وشغل هذا المنصب إضافة إلى منصب السفير غير المقيم لدى البحرين، وقطر، وعمان بين عامي 1984 و1987. ومن عام 1987 حتى عام 1990، شغل منصب سفير اليمن لدى تونس والمندوب الدائم لدى جامعة الدول العربية، إضافة إلى منصب السفير غير المقيم لدى المغرب منذ عام 1988.
خلال الفترة من 1990 إلى 1995، تولى منصب المدير العام لإدارة التخطيط في وزارة الخارجية (اليمن). وفي 17 مارس 1998، تم تعيينه سفيراً لدى سنغافورة. ولاحقاً، شغل منصب سفير اليمن لدى الإمارات العربية المتحدة.